# Jason Lehmkuhle
Jason Lehmkuhle (4 oktober 1977) is een Amerikaanse langeafstandsloper, die is gespecialiseerd in de marathon.

## Persoonlijke records
Baan
| Onderdeel | Prestatie | Datum       | Plaats    |
| --------- | --------- | ----------- | --------- |
| 5000 m    | 13.38,73  | 30 mei 2004 | Palo Alto |
| 10.000 m  | 28.26,95  | 30 mei 2004 | Palo Alto |

Weg
| Onderdeel      | Prestatie | Datum           | Plaats       |
| -------------- | --------- | --------------- | ------------ |
| 15 km          | 44.19     | 10 maart 2007   | Jacksonville |
| halve marathon | 1:02.32   | 13 januari 2008 | Houston      |
| marathon       | 2:12.54   | 3 november 2007 | New York     |

## Palmares

### halve marathon
- 2005: 33e WK in Edmonton – 1:04.58
- 2008: 21e WK in Rio de Janeiro – 1:05.17

### marathon
- 2003: 20e marathon van Chicago – 2:18.40
- 2004: ?e Amerikaanse selectiewedstrijden - 2:16.27
- 2005: 40e WK – 2:22.46
- 2006: ?e Amerikaanse kamp. - 2:19.03
- 2007: 5e Amerikaanse selectiewedstrijden - 2:12.54
- 2008: 8e marathon van New York – 2:14.30
- 2009: 10e marathon van New York – 2:14.39
- 2010: 9e marathon van Boston –2:12.24
- 2011: 12e marathon van Londen – 2:13.40